# David Robb
| David Robb                                | David Robb                                     |
| Kattints az alábbi külső linkek egyikére! | Kattints az alábbi külső linkek egyikére!      |
| ----------------------------------------- | ---------------------------------------------- |
| Nem található szabad kép.(?)              |                                                |
| külső link · jogvédett                    | A Downton Abbey doktora (The Evening Standard) |

David Robb (London, Egyesült Királyság, 1947. augusztus 23. – ) skót színpadi és filmszínész, szinkronszínész.
Ismert alakítása volt Dr. Richard Clarkson a Downton Abbey című történelmi drámasorozatban. A szereplőgárda tagjaként három Screen Actors Guild-díjat nyert.

## Élete

### Ifjúkora
Skót családban született Londonban. Szülei David Robb Sr. és Elsie Tilley. Edinburgh-ben nőtt fel, az ottani Royal High School-ban tanult. Már ekkor érdeklődött a színjátszás iránt, az iskola színkörének tagja lett és eljátszotta többek között II. Henrik király szerepét Jean Anouilh Becket című drámájában.

### Színészi pályafutása
1969-ben kapta első filmszerepét a Medieval England: The Peasants Revolt című történelmi rövidfilmben. Ezt számos epizódszerep követte kisebb-nagyobb mozifilmekben, köztük Ottokar Runze rendező első világháborúról szóló, 1977-es Die Standarte című nemzetközi produkciójában, ahol brit katonatisztet alakított. 
1976-ban a Robert Graves regényéből készült  Én, Claudius című világhírű BBC-sorozatban Germanicus Caesart játszotta. 1981-ben a Thames televízióban Roy Ward Baker rendező The Flame Trees of Thika című életrajzi drámasorozatának férfi főszerepét, Robin Grantet alakította. A sorozat Kenya brit gyarmaton játszódik és a bennszülöttek, illetve a brit gyarmati tisztviselők életének fordulatait mutatja be.
1982-ben Douglas Camfield rendező Ivanhoe című tévéfilmjében Robin Hood szerepét vitte, James Mason, Anthony Andrews, Sam Neill és Julian Glover társaságában. 1984-ben szerepelt a Pompeii utolsó napjai angol-amerikai-olasz szuperprodukció több epizódjában. A nagy áttörést Andrew Fraser parlamenti képviselő szerepe hozta el számára a First Among Equals című 1986-os minisorozatban, Jeffrey Archer hasonló című regényének adaptációjában. Tom Wilkinson, James Faulkner és Jeremy Child mellett játszott a politikai karrierdrámában. A sorozat nagy főműsoridős siker volt az Egyesült Királyságban és több külföldi tévéállomás is átvett. A siker mind a négy színész pályájának erős lökést adott.
1988-ban szerepelt a Gazemberek című bűnügyi kalandfilmben, mely a 19. századi Brit-Indiában játszódik. Az 1992-ben indult Hegylakó kalandfilmsorozatban visszatérő színészi feladatkört kapott, Kalas szerepében. 1994-ben Oroszlánszívű Richárd szerepében Chuck Norrisszal játszott együtt Aaron Norris amerikai rendező Hellbound – Út a pokolba című természetfeletti horrorfilmjében. Az 1993-as Szving mindhalálig című zenés filmdrámában Dr. Berger szerepében jelent meg. Az 1990-es évek végén Dr. Livesey-t játszotta Peter Rowe rendező 1999-es Kincses sziget-adaptációjában. 1996-ban hangját kölcsönözte a Ginger nevű szereplőnek Joanna Quinn Famous Fred c. animációs filmjében. Sok videójátékhoz is adta a hangját, köztük több Star Wars videójátékhoz.
2010–2015 között Dr. Clarkson szerepét játszotta a Downton Abbey tévésorozat 34 epizódjában. Ugyanezt a szerepet ismét megkapta a 2022-es Downton Abbey: Egy új korszak című mozifilmben. Rendszeres (angol) narrátora a BBC History Channel Csataterek című dokumentumsorozatának.

### Magánélete
1978-ben feleségül vette Briony McRoberts színésznőt. Harmincöt éven át éltek együtt. 2004-től kezdve mindketten rendszeresen részt vettek az évente megrendezett Edinburgh Marathon elnevezésű sportrendezvényen, és pénzadományokat gyűjtöttek a leukémia gyógyítását célzó kutatások támogatására. McRoberts 2013. július 17-én a londoni metró Fulham Broadway metróállomásán a vonat elé ugrott és meghalt. 
A hivatalos vizsgálat szerint krónikus anorexiában és súlyos depresszióban szenvedett, és ez vezette öngyilkosságba. 
A megözvegyült Robb nem nősült meg újra.
Rendszeresen teljesít önkéntes szolgálatot a Samaritan mentőszolgálatnál.

## Válogatott filmográfia

### Film
| Év   | Magyar cím                    | Eredeti cím                         | Szerep                       | Magyar hang     |
| ---- | ----------------------------- | ----------------------------------- | ---------------------------- | --------------- |
| 1974 |                               | The Swordsman                       | Alex Zendor                  |                 |
| 1975 | Neveletlenek                  | Conduct Unbecoming                  | Winters hadnagy              | Oszter Sándor   |
| 1977 |                               | Die Standarte                       | angol tiszt                  |                 |
| 1983 |                               | The Wars                            | Terry hadnagy                |                 |
| 1988 | Gazemberek                    | The Deceivers                       | George Anglesmith            | Rosta Sándor    |
| 1988 | Gazemberek                    | The Deceivers                       | George Anglesmith            | Varga Rókus     |
| 1993 | Szving mindhalálig            | Swing Kids                          | Dr. Dietrich Berger          |                 |
| 1994 | Hellbound – Út a pokolba      | Hellbound                           | I. Richárd király            | Selmeczi Roland |
| 1997 | A fronton túl                 | Regeneration                        | Dr. McIntyre                 |                 |
| 1997 |                               | The House of Angelo                 | Lord Vanbrugh                |                 |
| 1999 | Kincses sziget                | Treasure Island                     | Dr. Livesey                  | Lux Ádám        |
| 2004 | Peter Sellers élete és halála | The Life and Death of Peter Sellers | Dr. Lyle Wexler              |                 |
| 2007 | Elizabeth: Az aranykor        | Elizabeth: The Golden Age           | Sir William Winter admirális | Beratin Gábor   |
| 2009 | Az ifjú Viktória királynő     | The Young Victoria                  | Whig párti képviselő         |                 |
| 2009 |                               | From Time to Time                   | Lord Farrar                  |                 |
| 2016 |                               | Sacrifice                           | Richard Guthrie              |                 |
| 2021 | Apró örömök                   | All Those Small Things              | David                        |                 |
| 2022 | Downton Abbey: Egy új korszak | Downton Abbey: A New Era            | Dr. Clarkson                 | Csuha Lajos     |

### Televízió
| Év        | Magyar cím                    | Eredeti cím                           | Szerep                                           | Megjegyzések                                             |
| --------- | ----------------------------- | ------------------------------------- | ------------------------------------------------ | -------------------------------------------------------- |
| 1976      | Én, Claudius                  | I, Claudius                           | Germanicus                                       | 3 epizód                                                 |
| 1978      | Négy toll                     | The Four Feathers                     | Thomas Willoughby                                | tévéfilm                                                 |
| 1979      |                               | The Legend of King Arthur             | Lancelot                                         | 7 epizód                                                 |
| 1980      | Hamlet, dán királyfi          | Hamlet                                | Laertes                                          | - BBC-tévéfilm - magyar hangja: - Hegedűs D. Géza        |
| 1980      |                               | The Sandbaggers                       | Paul Dalgetty                                    | 2 epizód                                                 |
| 1982      | Ivanhoe                       | Ivanhoe                               | Robin Hood                                       | - tévéfilm - magyar hangja: - Fekete Zoltán              |
| 1982      |                               | Charles & Diana: A Royal Love Story   | Károly herceg                                    | tévéfilm                                                 |
| 1984      |                               | The Last Days of Pompeii              | Sallust                                          | minisorozat (3 epizód)                                   |
| 1985      | Wallenberg: Egy hős története | Wallenberg: A Hero's Story            | Per Anger                                        | - tévéfilm - magyar hangja: - Háda János                 |
| 1986      |                               | First Among Equals                    | Andrew Fraser katonai rendőr                     | 10 epizód                                                |
| 1987      |                               | Dreams Lost Dreams Found              | Ross Fleming                                     | tévéfilm                                                 |
| 1989      | A férfi, aki a Ritzben lakott | The Man Who Lived at the Ritz         | Armand Forrestieur                               | tévéfilm                                                 |
| 1990–2005 | Taggart felügyelő             | Taggart                               | Jack MacFarlane / James Mitchell / John Ferguson | 5 epizód                                                 |
| 1991      |                               | Up the Garden Path                    | Charles                                          | 6 epizód                                                 |
| 1991      |                               | Parnell and the Englishwoman          | Willie O'Shea százados                           | minisorozat (4 epizód)                                   |
| 1991      | A legkülönb unoka             | To Be the Best                        | Shane O`Neill                                    | - 2 epizód - magyar hangja: - Nagy Gábor - Csernák János |
| 1992–1993 |                               | Strathblair                           | Andrew Menzies ezredes                           | 20 epizód                                                |
| 1995      | Hegylakó                      | Highlander: The Series                | Kalas                                            | - 5 epizód - magyar hangja: - Dörner György              |
| 1995–2003 | Baleseti sebészet             | Casualty                              | Henry Reeve-Jones                                | 9 epizód                                                 |
| 1996      |                               | The Crow Road                         | Fergus Urvill                                    | minisorozat (4 epizód)                                   |
| 2000      | Kisvárosi gyilkosságok        | Midsomer Murders                      | Charles MacKillop                                | 1 epizód                                                 |
| 2001      | EastEnders                    | EastEnders                            | Mr. Reynolds                                     | 4 epizód                                                 |
| 2002      |                               | Heartbeat                             | Guy Foxton                                       | 1 epizód                                                 |
| 2003      | Az ipari világ hét csodája    | Seven Wonders of the Industrial World | John Rennie                                      | 1 epizód                                                 |
| 2003      | Futballistafeleségek          | Footballers' Wives                    | Mr. Owen                                         | 1 epizód                                                 |
| 2004      | Doktorok                      | Doctors                               | Keith Scott                                      | 1 epizód                                                 |
| 2007      | Elveszett világok             | Lost Worlds                           | narrátor                                         | 2 epizód                                                 |
| 2008      | Ókori kalandok                | Roman Mysteries                       | Barbatus                                         | 2 epizód                                                 |
| 2008      |                               | Sharpe's Peril                        | Tredinnick őrnagy                                | tévéfilm                                                 |
| 2009      | Kémsuli                       | M.I.High                              | Brian Gainsborough                               | 1 epizód                                                 |
| 2010–2015 | Downton Abbey                 | Downton Abbey                         | Dr. Clarkson                                     | 34 epizód                                                |
| 2015      | Farkasbőrben                  | Wolf Hall                             | Sir Thomas Boleyn                                | 5 epizód                                                 |
| 2018      | A klikk                       | Clique                                | dékán                                            | 2 epizód                                                 |